# Kupa na Sŭvet·skata armiya 1950
La Coppa dell'Esercito sovietico 1950 è stata la 5ª edizione di questo trofeo, e la 10ª in generale di una coppa nazionale bulgara di calcio,  terminata il 3 dicembre 1950. Il Levski Sofia ha vinto il trofeo per la quinta volta.

## Ottavi di finale
| Squadra 1            | Risultato   | Squadra 2           |
| -------------------- | ----------- | ------------------- |
| Levski Sofia         | 3 – 1       | Sportist            |
| Lokomotiv Sofia      | 4 – 2       | Spartak Varna       |
| FK Černomorec Burgas | 0 – 1       | Slavia Sofia        |
| Akademik Sofia       | 2 – 1       | Minjor Pernik       |
| Dunav Ruse           | 0 – 2       | Spartak Pleven      |
| Marek Dupnica        | 1 – 3       | Cerveno Zname Sofia |
| Lokomotiv Plovdiv    | 0 – 1 (dts) | CSKA Sofia          |
| Torpedo Pleven       | 2 – 2 (dts) | Spartak Sofia       |

### Replay
| Squadra 1     | Risultato | Squadra 2      |
| ------------- | --------- | -------------- |
| Spartak Sofia | 3 - 0     | Torpedo Pleven |

## Quarti di finale
| Squadra 1      | Risultato | Squadra 2           |
| -------------- | --------- | ------------------- |
| Spartak Pleven | 4 – 0     | Slavia Sofia        |
| CSKA Sofia     | 2 – 0     | Lokomotiv Sofia     |
| Levski Sofia   | 3 – 0     | Spartak Sofia       |
| Akademik Sofia | 3 – 0     | Cerveno Zname Sofia |

## Semifinali
| Squadra 1      | Risultato   | Squadra 2      |
| -------------- | ----------- | -------------- |
| Spartak Pleven | 0 – 1       | Levski Sofia   |
| CSKA Sofia     | 0 – 0 (dts) | Akademik Sofia |

### Replay
| Squadra 1      | Risultato | Squadra 2  |
| -------------- | --------- | ---------- |
| Akademik Sofia | 1 - 4     | CSKA Sofia |

## Finale
| Arbitro: | Todor Stoyanov |

|            |           |               |
| Hranov 61’ | Marcatori | 76’ Panajotov |

| Arbitro: | Todor Stoyanov |

|           |           |           |
| Takev 75’ | Marcatori | 2’ Božkov |

| Arbitro: | Todor Stoyanov |

|           |           |  |
| Tomov 99’ | Marcatori |  |